# Jurcuiești
Jurcuiești falu Romániában, Erdélyben, Fehér megyében. Közigazgatásilag Bucsony községhez tartozik.

## Fekvése
Bucsum-Muntár közelében fekvő település.

## Története
Jurcuieşti korábban Bucsum-Muntár része volt, 1956 körül vált külön településsé 56 lakossal.
1966-ban 38, 1977-ben 30, 1992-ben 10, 2002-ben pedig 8 román lakosa volt.